# Competició contrarellotge

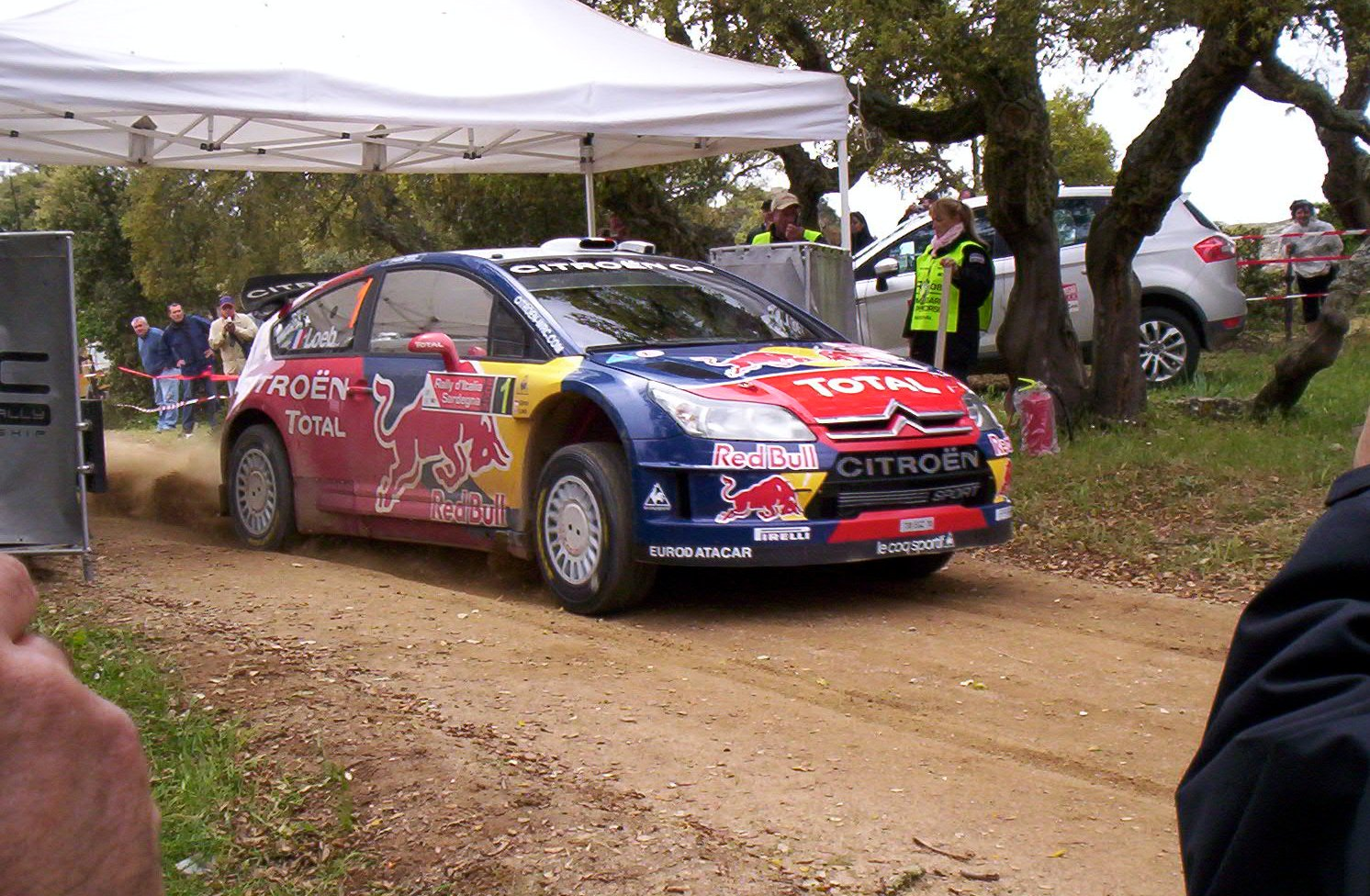
Les curses de rally tenen un format contrarellotge.

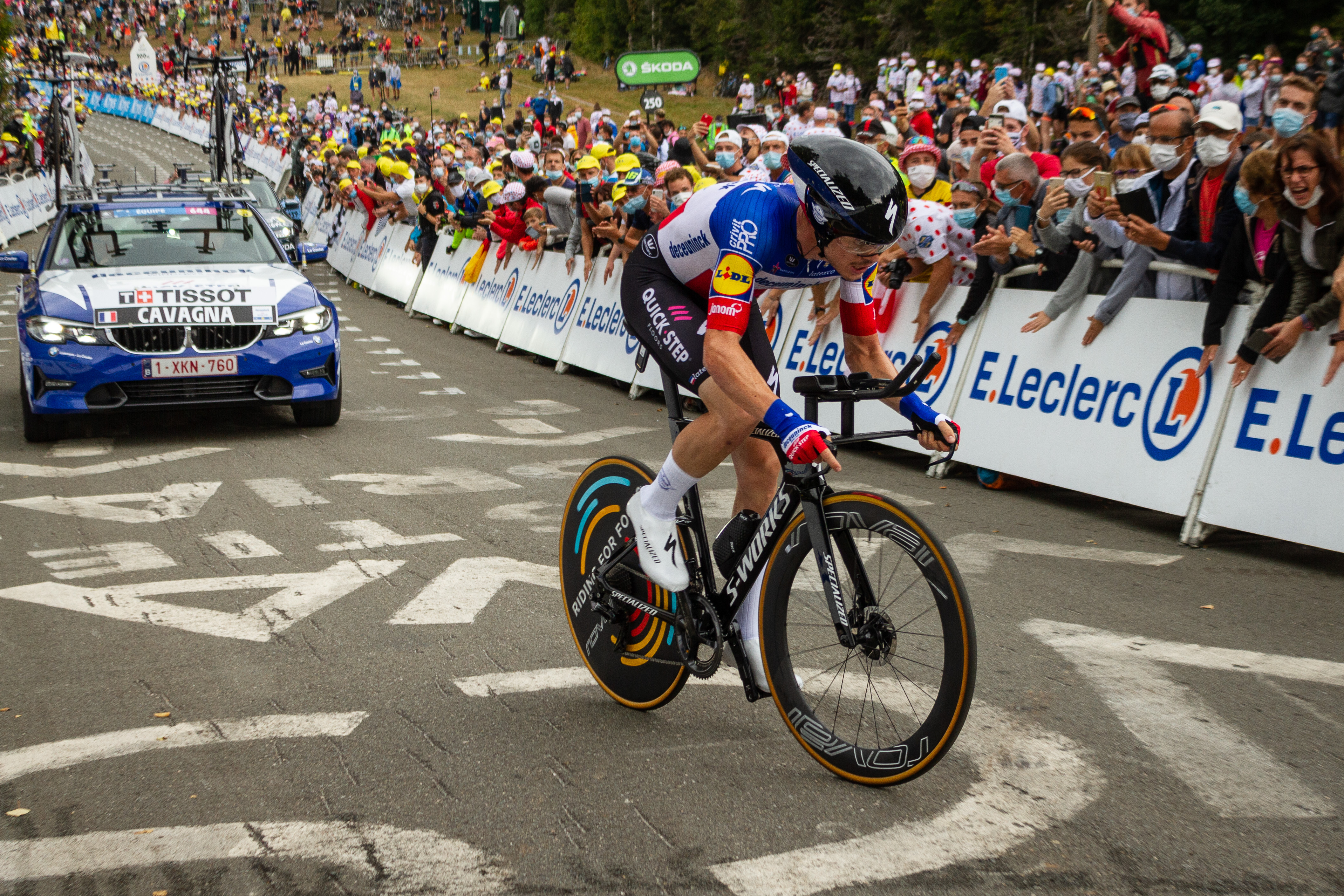
Rémi Cavagna en una etapa contrarellotge del Tour de France, 2020

Una competició contrarellotge és un format de competició esportiva en la qual els participants han de dur a terme una tasca en el menor temps possible. En una cursa contrarellotge, és habitual que la sortida sigui a intervals: cada participant comença la carrera en un instant diferent (per exemple, cada 30 segons). Després que els competidors completin el trajecte, es comparen els temps que cadascú ha necessitat per realitzar-lo.
Aquest format de competició s'utilitza en carreres de ciclisme, esquí de fons, biatló o competicions d'escalada i en nombroses modalitats d'automobilisme i motociclisme, per exemple el ral·li, el ral·li raid i les curses de muntanya.

## Etapes pròleg

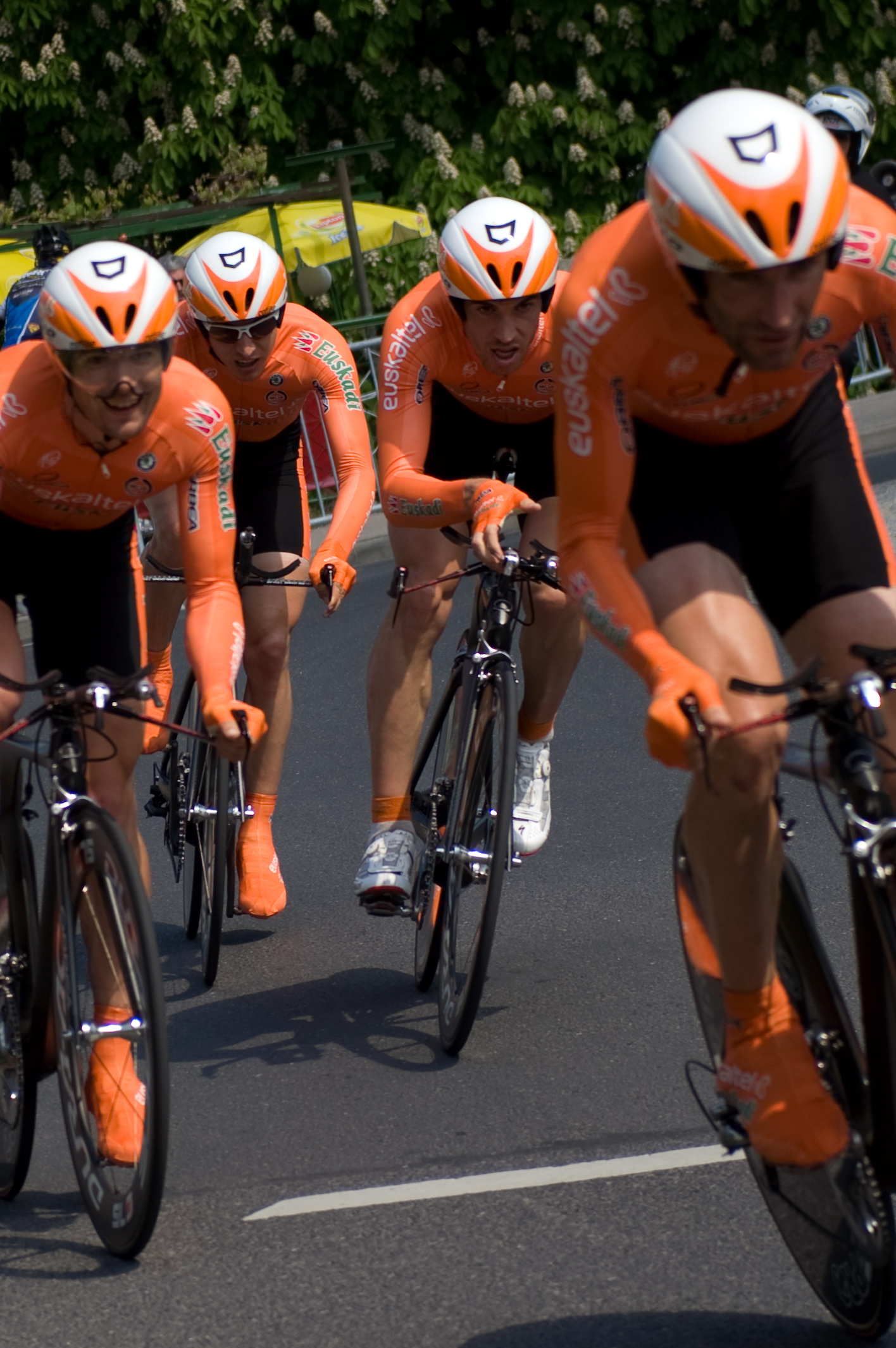
Una etapa de contrarellotge per equips, de ciclisme. Tour de Romandia, 2009.

Són les més curtes i solen desenvolupar-se en zones urbanes (fins a un límit de 8 km) iniciant algunes carreres (campionats). La principal diferència és que no hi ha "fora de control", un corredor pot perdre tot el temps que vulgui, i a més en cas de caiguda pot abandonar l'etapa i córrer l'endemà, donant-li el temps de l'últim classificat. Aquestes contrarellotges oficialment no es diuen etapa sinó pròleg, però el temps es té en compte per a la classificació general i fins i tot l'UCI puntua als corredors com si fos una etapa normal.

## Contrarellotge per equips
Una altra variant de les carreres contrarellotge és l'equip. Cada equip corre agrupat i el temps a tenir en compte és a partir del quart o cinquè corredor del mateix equip que travessa la línia de meta.

### Altres
També existeix una altra modalitat, molt menys comuna, que és la contrarellotge per parelles (doble). La carrera més destacada (fins a la seva desaparició) d'aquest tipus va ser el G.P. Eddy Merckx. També va haver-hi una carrera per trios a la Volta a Espanya.

## Esports en aquest format

### Carrera a peu
En córrer, aquest format s'utilitza principalment per a fer que els escamots siguin més fluids amb la finalitat d'evitar tenir massa corredors en porcions estretes d'un recorregut. Aquest és particularment el cas de les competicions de carreres de muntanya com el Trophée des Muletiers prop de Clarmont o el Quilòmetre Vertical de Fully (Suïssa), o fins i tot la Course de la Tour de Sauvabelin, on la bretxa entre cada corredor és de vint segons.

### Ciclisme
En el ciclisme, per exemple, una contrarellotge (TT) pot ser una prova de ciclisme en pista única, o una contrarellotge individual o per equips a la carretera, i una o totes dues poden formar components de curses per etapes de diversos dies. A diferència d'altres tipus de curses, els atletes corren sols, ja que s'envien a intervals (inicis per intervals), a diferència d'una sortida massiva. El contrarellotge sovint buscarà mantenir els guanys aerodinàmics marginals, ja que les carreres sovint es guanyen o es perden en un parell de segons. També sol haver-hi una altra prova similar, la contrarellotge per equips. A diferència d'altres tipus de carreres, els atletes corren sols, ja que són enviats a intervals (sortides a intervals), en contraposició a una sortida en massa.
Les etapes contrarellotge són més curtes que les etapes normals i també són etapes en les quals la classificació pot variar de forma destacable. També existeix el format de contrarellotge en escalada, conegut com cronoescalada
Al ciclisme també hi ha altres modalitats que utilitzen un format de contrarellotge com el Downhill, on els ciclistes han de baixar per un tram tècnic.

### Biatló
En el biatló, l'esprint i els esdeveniments individuals són esdeveniments de contrarellotge en els quals cada atleta comença amb un interval de 30 segons.

### Natació en aigües obertes

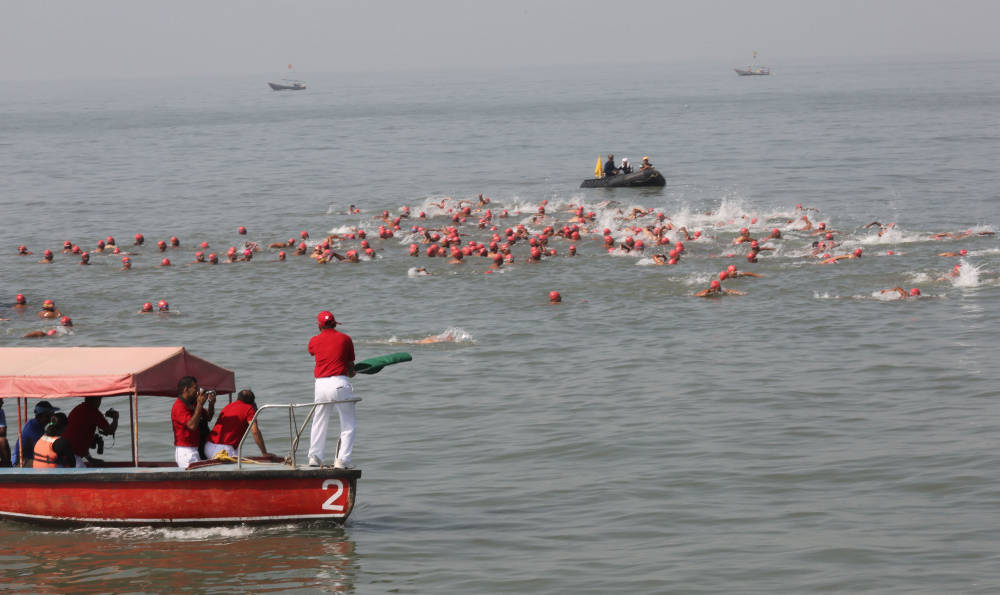
Una competició de natació en aigües obertes en 2015.

En la natació en aigües obertes, es disputa una contrarellotge de 5 km especialment durant els Campionats de França i Europa (i no durant els Campionats del Món). El recorregut és similar als 5 km en línia i els nedadors comencen segons el seu lloc en els 5 km en línia completats el dia anterior. L'espai entre cada nedador és de 30 segons.

### Esquí
A les competicions d'esquí de fons i biatló, els esquiadors s'envien en intervals de 30 a 60 segons.

### Rem

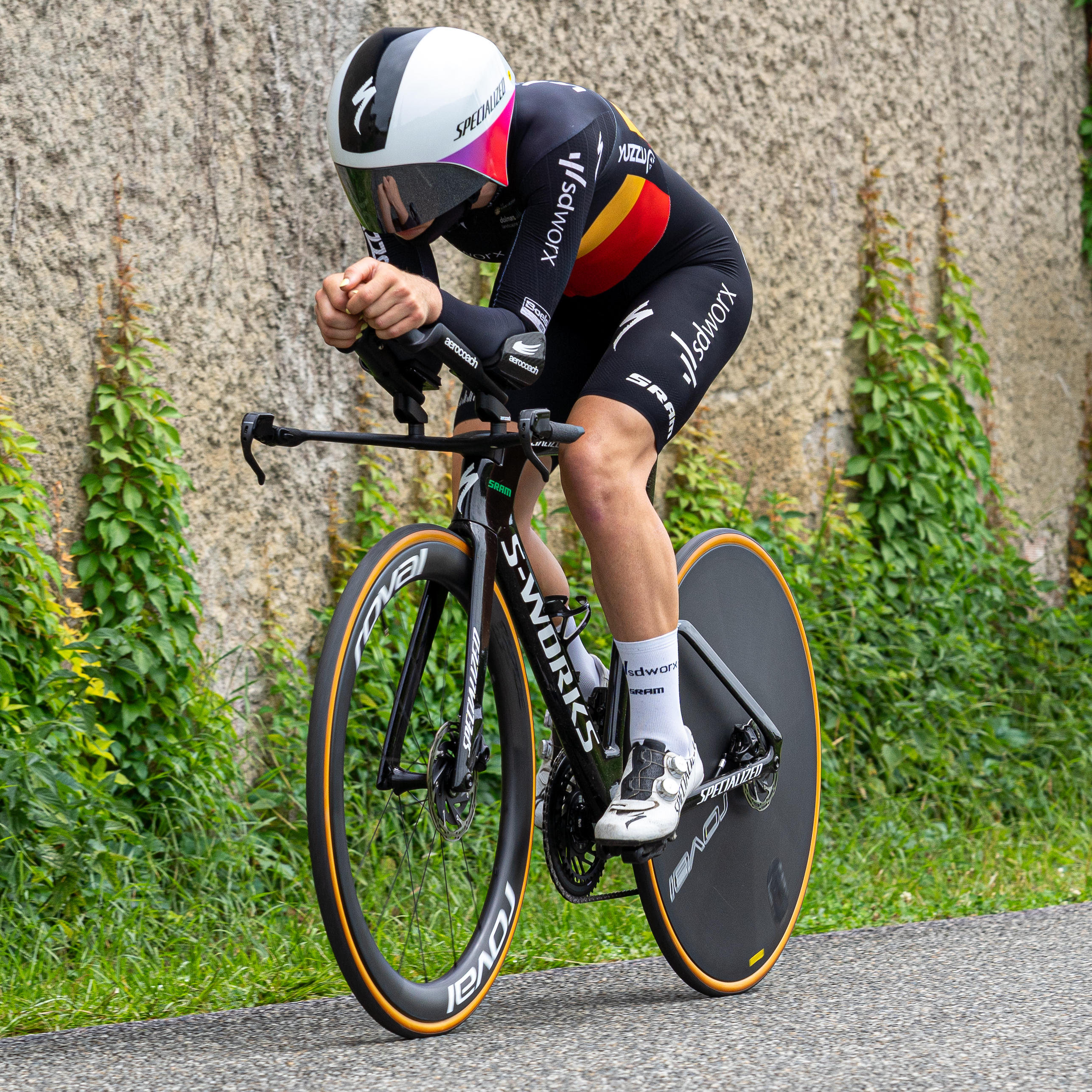
Lotte Kopecky entrenant per a una competició contrarellotge

En el rem, hi ha curses de contrarellotge, on els vaixells s'envien a intervals de 10 a 20 segons. És una competició de contrarellotge en l'esport del rem. Les curses se celebren normalment a les estacions de tardor, hivern i primavera. Aquests esdeveniments atrauen molts atletes i observadors. En aquesta modalitat de regates, els remers corren contra el rellotge on la tripulació o el remador que completa el recorregut en el menor temps de la seva edat, habilitat i categoria de vaixell es considera el guanyador.

### Cross
En el cross també s'acostuma a córrer contrarellotge, motiu pel qual la sortida acostuma a ser individual i esglaonada.

## Esports de motor
En moltes modalitats dels esports de motor s'utilitza un format similar en la classificació per determinar l'ordre de sortida de l'esdeveniment principal, tot i que sovint es permeten múltiples intents per establir el temps més ràpid. En altres proves la competició en sí és una prova contrarellotge. Altres formes de contrarellotge en l'automobilisme inclouen l'escalada de pujols i la classificació. Una carrera similar contra el rellotge o contrarellotge és sovint part de videojocs de curses.
El contrarellotge és un tipus d'esport de motor en el qual els corredors competeixen pel millor temps de tornada. Cada vehicle és cronometrat a través de nombrosos circuits de la pista. Els corredors realitzen un circuit preliminar, després corren les voltes cronometrades i acaben amb una volta de refredament. Les proves d'atac contrarellotge i contrarellotge es diferencien pel format i les regles de la competició. El contrarellotge té un nombre limitat de voltes, mentre que la contrarellotge té sessions obertes. A diferència d'altres disciplines automobilístiques cronometrades com a sprinting i hillclimbing, el cotxe ha d'arrencar en plenes condicions de rolling start després d'una volta d'escalfament en la qual hauran d'accelerar al màxim per a determinar a quina velocitat entren en la seva volta cronometrada. Comunament, com els cotxes són cotxes de carretera modificats, es requereix que tinguin pneumàtics autoritzats per al seu ús en carretera.
Els esdeveniments de contrarellotge van començar al Japó a mitjan dècada de 1960. Des de llavors, s'han estès per tot el món. Als Estats Units, la Super Lap Battle se celebra en Buttonwillow Raceway Park des de 2004. El febrer de 2019 es va córrer un nou esdeveniment anomenat Superlap Battle USA en el Circuit de les Amèriques a Austin (Texas). El guanyador absolut va ser Cole Powelson en el Lyfe Nissan GTR. Un esdeveniment internacional conegut com a World Time Attack Challenge s'ha celebrat al Sydney Motorsport Park, Austràlia des de 2010 atraient els equips de Time Attack més ràpids de tot el món per a competir.
Europa acull diversos campionats de Time Attack amb Dutch Time Attack com un dels primers que va començar el juny de 2008. Fins a la data aquest campionat es disputa de 4 a 6 carreres a l'any a CM.com Circuit Zandvoort, TT-circuit Assen, Nürburgring GP-Strecke (juntament amb German Time Attack Masters) i ocasionalment en altres circuits d'Alemanya, Bèlgica o França. El Time Attack holandès està preparat per a acollir a pilots des del nivell més bàsic fins a cotxes de carreres complets amb els seus corresponents pilots, dividits en 5 classes.

### Esports de motor que fan una prova contrarellotge per decidir la classificació

#### Fórmula 1

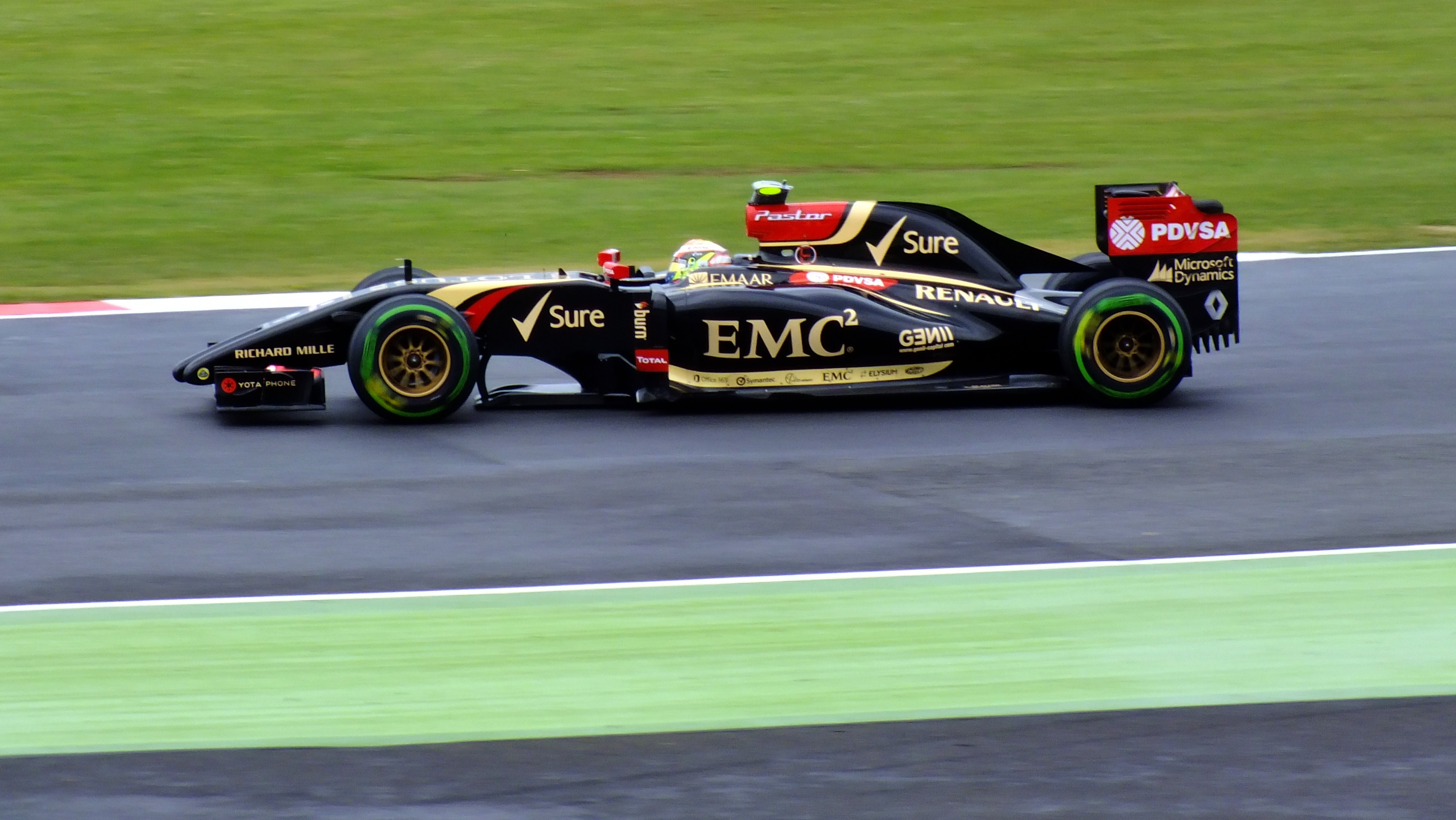
Un cotxe de la Fórmula 1 en una sessió de classificació

La competició automobilística més important fa una proves contrarellotge per a decidir la classificació general. El dia abans de fer la cursa la Fórmula 1 du a terme tres proves contrarellotge, dos d'aquestes eliminatòries. A la primera prova (Q1) participen tots els pilots i els 5 pilots més lents queden eliminats i es determina la seva posició en funció del temps de la volta més ràpida. La segona prova (Q2) segueix el mateix format, s'eliminen els 5 més lents i es salven 10 pilots. A la última prova (Q3) es decideix la posició de cada pilot amb una altra competició contrarellotge.

#### MotoGP
La MotoGP utilitza un format similar a la Formula 1. La MotoGP fa una primera sessió de classificació contrarrelotge (Q1) amb tots els pilots menys els 10 més ràpids de les fases de prova. D'aquesta Q1 els dos pilots més ràpids disputaran una segona classificació (Q2) juntament amb els 10 pilots més ràpids de la fases de prova. La posició de cada pilot es determina en funció del temps de la volta més ràpida.

#### 24 Hores de Le Mans
A les 24 Hores de Le Mans el sistema de classificació consta de dues sessions de classificació contrarrelotge en dos dies diferents. A la primera sessió els pilots de totes les categories fan una prova de 60 minuts. Els 6 millors pilots de cada categoria fan una segona sessió de classificació de 30 minuts on es determina la posició en funció del temps de la volta més ràpida.

#### Altres competicions
Altres competicions automobilístiques utilitzen un format de classificació similar als formats anteriors.

### Esports de motor de format contrarellotge

#### Ral·li
Les curses de ral·lis es corren en format contrarellotge. Una prova de ral·li consta de diverses etapes repartides en uns quants dies on els pilots intenten marcar el menor temps possible en cada etapa. Normalment els pilots tenen una o més sessions d'entrenament. En el moment de la prova els pilots surten cada 5 minuts.

#### Pujada de muntanya
La pujada de muntanya és una disciplina esportiva automobilista i motociclista de carretera, consistent en una cursa de curta durada en què els participants han de cobrir en el mínim temps possible un recorregut en pendent ascendent fins a la línia d'arribada.

## Videojocs
En videojocs de carreres, el terme també s'utilitza per referir-se a les proves cronometrades, especialment en els jocs de ral·li. La cursa checkpoint és un tipus particular de contrarellotge: el recorregut es divideix en diversos trams intermedis que el jugador ha d'assolir en un temps determinat o corre el risc de ser eliminat (sol aparèixer un compte enrere a la pantalla), o bé aquests punts de control són "estacions de registre de temps". Normalment, és possible conservar aquests registres i competir contra un “fantasma” (un vehicle que fa exactament el mateix recorregut que el nostre millor temps) perquè el jugador pugui millorar.